# Saguinus pileatus
Il tamarino testarossa (Saguinus pileatus I. Géoffroy & Deville, 1848) è u primate platirrino della famiglia dei Callitricidi.
La specie è endemica della zona di foresta pluviale circostante il lago Téfé, in Brasile.
Veniva considerato una sottospecie di Saguinus mystax (S. mystax pileatus).
Il pelo è uniformemente nero, fatta eccezione per il pelo attorno al muso (glabro e roseo), che è bianco e forma due baffetti. Il pelo della testa, dalla nuca alla fronte, presenta sfumature rossicce, che hanno fruttato alla specie il nome comune e quello scientifico.
Ha abitudini diurne ed arboricole, vive in gruppetti capitanati da una femmina dominante che è anche l'unica a potersi riprodurre, inibendo l'ovulazione alle femmine subordinate tramite l'emissione di feromoni. La femmina può accoppiarsi promiscuamente con tutti i maschi (poliandria), ma sono stati osservati anche casi di poliginia e monogamia.
Si nutre di frutta ed insetti: occasionalmente mangia anche uova e piccoli vertebrati, qualora riesca a trovarli e sopraffarli.